# مارتي أودونيل
مارتي أودونيل (مواليد 5 فبراير 1973) هو ملاكم كندي، مثّل بلاده في الألعاب الأولمبية الصيفية 1992.

## روابط خارجية
مارتي أودونيل على موقع أوليمبيديا (الإنجليزية)
- مارتي أودونيل على موقع اللجنة الأولمبية الكندية (الإنجليزية)